# Молсън Коорс
„Молсън Коорс“ (на английски: Molson Coors Brewing Company) е северноамериканска пивоварна компания, създадена през 2005 г. чрез сливането на канадската компания Molson Canada Inc. и американската Coors Brewing Company.
През 2012 г. „Молсън Коорс“ (Molson Coors Brewing Company) придобива пиваварната компания „СтарБев“ за 2.65 млрд. евро, а по този начин и притежаваната от нея българската пивоварна "Kаменица"АД. 